# شبكة المدارس الوطنية للعلوم التطبيقية بالمغرب
شبكة المدارس الوطنية للعلوم التطبيقية (ENSA) هي مجموعة من المدارس العمومية المغربية، تختص بالتكوين والبحث العلمي وتكوين مهندسين في ميدان العلوم والتكنولوجيا.

## مدة التكوين
تستغرق الدراسة بالمدارس الوطنية للعلوم التطبيقية خمس سنوات (10 فصول) تتوج بإحراز الطالب على دبلوم مهندس الدولة ؛ وينظم التكوين في سلكين متتالين :
- السلك التحضيري المدمج : تستغرق به الدراسة مدة سنتين (4 فصول) بعد البكالوريا ويرتكز التكوين خلالها على المجال العلمي الأساسي وتقنيات التعبير والتواصل والإعلاميات .
- وسلك المهندسين :و تستغرق الدراسة به ثلاث سنوات (6 فصول) بعد السلك التحضيري المدمج ويرتكز التكوين بالإضافة إلى المجال العلمي والتقني الأساسي.

## شروط الترشيح

### لولوج السنة الأولى
يشترط في المرشح لولوج السنة الأولى بالمدارس الوطنية للعلوم التطبيقية أن يكون :
- مسجلا بالسنة النهائية من سلك البكالوريا في شعبة العلوم الرياضية أو العلوم التجريبية أو العلوم والتكنولوجيات.
- أوان يكون حاصلا على شهادة البكالوريا في الشعب العلمية أو التقنية والتكنولوجيا (النظام القديم أو الجديد) .

### لولوج السنة الثالثة
يشترط في المرشح أن يكون حاصلا على إحدى الشواهد التالية : شهادة النجاح بالأقسام التحضيرية:
- DEUG (Diplôme d'Études Universitaires Générales)
- DEUST (Diplôme d'Études Universitaires des Sciences et Techniques)
- DEUP (Diplôme d'Etudes Universitaires Professionnelles)
- BTS (Brevet de Technicien Supérieur)
- DTS (Diplôme de Technicien Spécialisé)
- DUT (Diplôme Universitaire de Technologie)
أو دبلوم معترف بمعادلته لأحدى الشواهد المذكورة آنفا.

## التدريب
تستمر دورة تدريب شبكة المدارس الوطنية مدة 5 سنوات. بعد عامين من التعليم التحضيري المتكامل تقدم هذه المدارس العديد من الدورات في دورة الهندسة.

### شبكة المدارس طنجة[1]
- هندسة الاتصالات والشبكات.
- هندسة علوم الحاسوب.
- الأنظمة الإلكترونية والأوتوماتيكية.
- الهندسة الصناعية واللوجستية.
- هندسة الطاقة والبيئة.

### شبكة المدارس وجدة
- هندسة الحاسوب.
- الهندسة الكهربائية.
- الهندسة الصناعية.
- الاتصالات والشبكات.
- الإلكترونيات والحوسبة الصناعية.
- الهندسة المدنية.

### شبكة المدارس أكادير
- هندسة الحاسوب.
- الهندسة الصناعية.
- عمليات الهندسة للطاقة والبيئة.

### شبكة المدارس آسفي
- الهندسة الصناعية.
- هندسة الاتصالات والشبكات.
- هندسة الحاسوب.
- هندسة العمليات والمواد الخزفية.

### شبكة المدارس فاس
- هندسة الحاسوب.
- هندسة الاتصالات والشبكات.
- الهندسة الصناعية.
- هندسة الميكاترونيك.
- أنظمة الهندسة المضمنة وتكنولوجيا المعلومات الصناعية.

### شبكة المدارس الحسيمة
- هندسة الحاسوب.
- الهندسة المدنية.
- هندسة البيانات.
- البيئة الهندسة.
- هندسة الطاقة والطاقات المتجددة.

### شبكة المدارس الجديدة
- هندسة الاتصالات والشبكات.
- هندسة الطاقة والكهرباء.

### شبكة المدارس القنيطرة
- هندسة الحاسوب.
- هندسة الميكاترونيك.
- هندسة الاتصالات والشبكات.
- الهندسة الكهربائية.
- الهندسة الصناعية.

### شبكة المدارس خريبكة
- هندسة الحاسوب.
- هندسة الاتصالات والشبكات.
- عمليات الهندسة للطاقة والبيئة.
- الهندسة الكهربائية.

### شبكة المدارس تطوان
- هندسة الكمبيوتر.
- البيانات الضخمة والذكاء الاصطناعي.
- هندسة الاتصالات والشبكات.
- الأمن السيبراني والدفاع السيبراني.
- هندسة الميكاترونيك.
- هندسة اللوجستيات والنقل.
- الهندسة المدنية.

### شبكة المدارس مراكش
- هندسة الحاسوب.
- هندسة الاتصالات والشبكات.
- الهندسة الكهربائية.
- الهندسة الصناعية واللوجستيات.

### شبكة المدارس برشيد
- هندسة الطيران.
- هندسة أنظمة المعلومات والبيانات الضخمة.

## قائمة المدارس الأعضاء
| المدرسة                                    | اختصار | تاريخ الإنشاء | الطلبة (2009) |
| ------------------------------------------ | ------ | ------------- | ------------- |
| المدرسة الوطنية للعلوم التطبيقية بأكادير   | ENSAA  | 1999          | 550           |
| المدرسة الوطنية للعلوم التطبيقية بالحسيمة  | ENSAH  | 2008          | 160           |
| المدرسة الوطنية للعلوم التطبيقية بالجديدة  | ENSAJ  | 2008          | 250           |
| المدرسة الوطنية للعلوم التطبيقية بفاس      | ENSAF  | 2005          | 580 (en 2011) |
| المدرسة الوطنية للعلوم التطبيقية بالقنيطرة | ENSAK  | 2008          | ?             |
| المدرسة الوطنية للعلوم التطبيقية بخريبكة   | ENSAKH | 2007          | 380           |
| المدرسة الوطنية للعلوم التطبيقية بمراكش    | ENSAMA | 2000          | 259           |
| المدرسة الوطنية للعلوم التطبيقية بوجدة     | ENSAO  | 1999          | 504           |
| المدرسة الوطنية للعلوم التطبيقية بأسفي     | ENSAS  | 2003          | ?             |
| المدرسة الوطنية للعلوم التطبيقية بطنجة     | ENSAT  | 1997          | 496           |
| المدرسة الوطنية للعلوم التطبيقية بتطوان    | ENSATE | 2008          | 200 (en 2011) |
| المدرسة الوطنية للعلوم التطبيقية ببرشيد    | ENSAB  | 2018          |               |